# Blackest Eyes
Blackest Eyes è un singolo del gruppo musicale britannico Porcupine Tree, pubblicato il 7 aprile 2003 come unico estratto dal quinto album in studio In absentia.

## Descrizione
Il brano rappresenta la traccia d'apertura del disco e si caratterizza per un riff introduttivo pesante (successivamente ripreso nel bridge), che sfocia in una sezione maggiormente melodica e dalla struttura più pop.

## Tracce
Testi e musiche di Steven Wilson, eccetto dove indicato.
CD promozionale (Germania)
1. Blackest Eyes (German Edit 1) – 3:09
2. Blackest Eyes (German Edit 2) – 3:09
3. Blackest Eyes (German Edit 3) – 3:35
4. Blackest Eyes (German Edit 4) – 3:34

CD promozionale (Stati Uniti)
1. Blackest Eyes (Radio Edit) – 3:38
2. Blackest Eyes (Album Version) – 4:24

## Formazione
Hanno partecipato alle registrazioni, secondo le note di copertina di In absentia:
Gruppo
- Richard Barbieri – tastiera
- Colin Edwin – basso
- Gavin Harrison – batteria
- Steven Wilson – voce, chitarra

Altri musicisti
- John Wesley – chitarra e voce aggiuntive

Produzione
- Steven Wilson – produzione
- Paul Northfield – ingegneria del suono
- Brian Montgomery – assistenza tecnica
- Tim Palmer – missaggio
- Mark O'Donoughue – assistenza al missaggio